# 핑크 앤더슨
핑크 앤더슨(Pink Anderson, 1900년 2월 12일 ~ 1974년 10월 12일)은 미국의 블루스 음악가이자 기타리스트였다.